# ويليام غارنت
ويليام غارنت (بالإنجليزية: William Garnett)‏ هو مصور أمريكي، ولد في 26 ديسمبر 1916 في شيكاغو في الولايات المتحدة، وتوفي في 26 أغسطس 2006 في نابا في الولايات المتحدة.